# Boltzmann-Gehirn

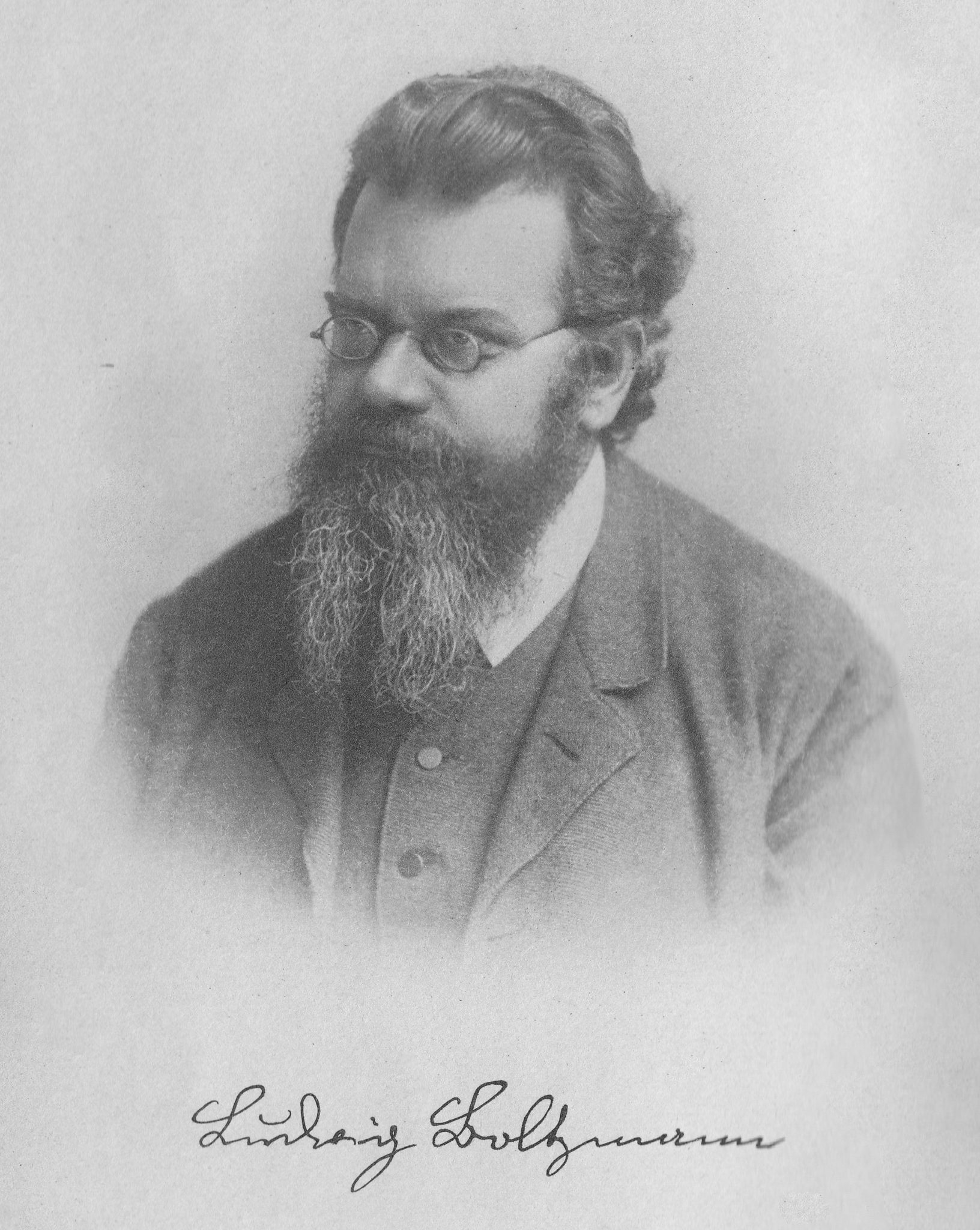
Ludwig Boltzmann, Namensgeber des Boltzmann-Gehirns (1902)

Das Boltzmann-Gehirn  ist ein Konzept in einem Gedankenexperiment der Kosmologie im Hinblick auf Aspekte der statistischen Physik. Es ist nach dem österreichischen Physiker Ludwig Boltzmann benannt, der sich mit der Frage beschäftigte, wie sich das gegenwärtig strukturierte Universum entwickeln konnte, wenn gemäß dem zweiten Hauptsatz der Thermodynamik die Entropie nicht abnehmen kann. Boltzmann folgerte unter Annahme der Ergodenhypothese in der Thermodynamik, dass es in einem unbeschränkten Zeitraum innerhalb eines statischen Universums nicht nur möglich, sondern auch wahrscheinlich sei, dass sogar aus dem thermodynamischen Gleichgewicht, einem maximal gleichförmigen Zustand des Universums mit maximaler Entropie, ein Boltzmann-Universum entsteht, in dem, das anthropische Prinzip vorwegnehmend, möglicherweise auch ein denkendes Gehirn wie seines vorkommt, das diese Betrachtungen anstellt.
Das Boltzmann-Gehirn ist eine Reductio ad absurdum dieser Vorstellung, bis hin zu dem Punkt, dass es ausschließlich dieses Gehirn geben muss und alles außerhalb dieses Gehirns eine Illusion sein könne, und diese Hypothese sogar viel wahrscheinlicher sei als eine Realität mit vielen denkenden Gehirnen in einem komplexen strukturierten Universum.  Der absurde Aspekt dieser Vorstellung liegt dabei darin, dass es nach der Reduktion gar kein über das Gehirn hinausgehendes Universum mehr geben muss, über dessen Entwicklung das Boltzmann-Gehirn nachdenken müsste.
In einer Theorie, welche Boltzmann-Gehirne zulässt, befindet sich die überwältigende Mehrheit der Boltzmann-Gehirne in einem ungeordneten thermodynamischen Gleichgewicht, im Kontrast zu unserer Beobachtung einer geordneten Welt mit tiefem Entropie-Zustand. Um die Gesetze der Thermodynamik mit unseren Beobachtungen zu vereinen, muss die Existenz der Boltzmann-Gehirne also umschifft werden. Boltzmann formulierte hierfür die Vergangenheits-Hypothese, gemäß welcher das Universum in einem Zustand mit ungewöhnlich geringer Entropie startete. Dieses Postulat wurde unter anderem von Richard Feynman und Roger Penrose diskutiert und dient heute als Anwärter für das Postulat, welches den empirisch beobachteten Zeitpfeil mit der Reversibilität der statistischen Mechanik versöhnt.

## Das Problem des Zeitpfeils und Boltzmanns Lösung
Wir beobachten tagtäglich irreversible physikalische Prozesse. Die Gesetze der Physik sind jedoch (bis auf gewisse Ausnahmen wie beispielsweise der Kollaps der Wellenfunktion) allesamt zeit-symmetrisch, verhalten sich also in die Zukunft gerichtet identisch wie in die Vergangenheit gerichtet. Boltzmann ging davon aus, dieses Problem durch das zweite Gesetz der Thermodynamik gelöst zu haben. Dieses besagt nämlich, dass die Entropie eines geschlossenen physikalischen Systems mit „geringer Entropie“ mit „hoher Wahrscheinlichkeit“ (eine genaue Definition dieses Begriffs ist für diesen Abschnitt zu lang) in der Zukunft in einen Zustand hoher Entropie übergeht. Doch dieses Gesetz ist auch zeit-symmetrisch, denn dasselbe Phänomen tritt auch in der Vergangenheit auf. Es ist also als solches nicht in der Lage, irreversible Prozesse zu erklären. Boltzmann selbst lieferte zu diesem zusätzlichen Problem mehrere Lösungsvorschläge, darunter:
1. Das Universum befand sich vor einiger Zeit wegen einer zufälligen Fluktuation in einem Zustand sehr tiefer Entropie. Unsere Beobachtungen irreversibler Prozesse sind Manifestationen der Rückkehr dieses Zustands tiefer Entropie zum thermodynamischen Gleichgewicht. Zu Zeiten von Boltzmann gab es keine Relativitätstheorie und man ging von einem statischen Universum aus. In einem solchen scheint dieser Vorschlag aufgrund des Fluktuationstheorems äußerst sinnvoll.
2. Das Universum befand sich kurz nach dem Urknall (die ursprüngliche Formulierung von Boltzmann war anders, da er nichts von einem Urknall wusste) in einem Zustand sehr tiefer Entropie. Seitdem finden irreversible Prozesse statt, da sich diese Entropie fortwährend erhöht.

### Das Problem des ersten Lösungsvorschlages
Der erste Vorschlag leidet nun unter dem Problem der Boltzmann-Gehirne. Wie Richard Feynman beispielsweise 1965 beschrieb, ist eine Fluktuation, die einen intelligenten Beobachter (also beispielsweise einen Menschen) hervorruft, mit hoher Wahrscheinlichkeit so, dass sich die Umgebung dieses Beobachters in vollständigem Chaos befindet. Der erste Vorschlag von Boltzmann unterstützt also nicht nur ungewollt den Solipsismus (da beispielsweise gemäß diesem Vorschlag alle Erinnerungen dieses Beobachters höchstwahrscheinlich nur das Ergebnis einer zufälligen Fluktuation sind), er macht auch die falsche Vorhersage, dass die von uns beobachtete Entropie sehr hoch ist. Somit ist der erste Vorschlag falsifiziert.
(Es sei noch bemerkt, dass, je nachdem, welche a-priori-Wahrscheinlichkeiten postuliert werden, sich der erste Vorschlag möglicherweise nicht so leicht falsifizieren lässt. Doch in jedem Fall steht fest, dass das erste Postulat epistemologisch unvereinbar ist mit anderen Postulaten (wie beispielsweise den Axiomen der Wahrscheinlichkeitstheorie, der Atomistik und der Thermodynamik), welche benötigt werden, um diesen Lösungsvorschlag überhaupt zu formulieren. Also kann dieser Lösungsvorschlag nicht als richtig angenommen werden.)

### Probleme des zweiten Lösungsvorschlages
Der englische Mathematiker Roger Penrose hat die Wahrscheinlichkeit dafür abgeschätzt, dass die Anfangsbedingungen des Universums genau so sind, wie sie sind, falls sie zufällig ausgewählt wurden: Sie beträgt 1 zu {\textstyle {10^{10^{123}}}}. Dies scheint auf den ersten Blick ein großes Problem des zweiten Lösungsvorschlages zu sein, da er unglaublich unwahrscheinlich zu sein scheint. Doch bei genauerer Betrachtung fällt auf, dass man nicht schlussfolgern kann, dass der zweite Lösungsvorschlag unwahrscheinlich ist, ohne einen Kategorienfehler zu begehen. Denn die Anfangsbedingungen des Universums unterliegen keineswegs den statistischen Postulaten der mikroskopischen statistischen Mechanik. Es gibt keinen physikalischen, philosophischen (oder sonstigen) Grund anzunehmen, dass die Anfangsbedingungen zufällig gewählt wurden.
Es gibt heutzutage allerdings keinen Konsens, ob und wie sich das zweite Gesetz der Thermodynamik auf das gesamte Universum anwenden lässt, ob und wie es sich mit der Gravitation vereinigen lässt, und ob der zweite Vorschlag von Boltzmann unter Einbezug der Gravitation überhaupt wohl-definiert ist. Zudem gibt es keinen vollständigen Konsens, ob und wie sich der zweite Vorschlag sinnvoll durch Argumente aus der Kosmologie ableiten lassen kann. Ein kontroverser Mechanismus, der eine solche Ableitung ermöglichen könnte, ist die Inflation.

## Rückkehr der Boltzmann-Gehirne
Das Problem der Boltzmann-Gehirne gewann in den letzten 20 Jahren wieder an Bedeutung, da sich, unter gewissen, spekulativen (und umstrittenen) Annahmen in der Quantenfeldtheorie und einer gewissen Interpretation des holografischen Prinzips ableiten lässt, dass sich in der fernen Zukunft des Universums zahlreiche Boltzmann-Gehirne formen werden. Der Physiker Sean M. Carroll argumentierte beispielsweise, dass sich physikalische Modelle falsifizieren lassen, falls sie die Formierung von Boltzmann-Gehirnen vorhersagen.